# Красный избирательный альянс (Норвегия)
Красный избирательный альянс, РВ (букмол Rød Valgallianse, нюнорск Raud Valallianse, RV) — альянс радикальных левых политических групп, созданный в 1973 году, и преобразованный в 1991 году в независимую политическую партию. В 2007 году объединился с бывшей маоистской Рабочей коммунистической партией в партию «Красные».

## Краткая история
Альянс был создан в 1973 году как избирательный блок политических организаций вокруг маоистской РКП(м-л). В 1991 году РВ был преобразован в независимую политическую партию марксистской ориентации. Выборы 1993 года были единственными, по итогам которых Альянс сумел получить 1 место в Стортинге. Тогда депутатом парламента от Альянса стал Эрлинг Фолькворд. На выборах 1997 года Альянс получил рекордное количество голосов избирателей — 1,7 %, однако не получил ни одного места в парламенте.
В 2003 году лидером партии был избран Торстейн Дале, экономист Университетского колледжа в Бергене. В 2005 году он был переизбран. На всеобщих выборах 2005 года партия получила всего 1,2 % голосов, и попытка вновь пройти в парламент окончилась неудачей. Для того, чтобы быть представленными в парламенте, РВ должен был завоевать значительную долю голосов в Хордаланн или Осло. Однако лучший результат составил 3,4 % в Хордаланн.
10 марта 2007 года РВ объединился с РКП в партию «Красные». В настоящее время партия имеет 57 представителей в муниципальных органах власти. Торстейн Дале стал лидером новой партии.

## Течения в РВ
С 1999 года в качестве течения внутри РВ действовали активисты норвежской секции Четвертого интернационала — Международной лиги Норвегии.

## Председатели РВ
- 1973—1975 — Сигурд Аллерн (Sigurd Allern)
- 1975—1979 — Поль Стейган (Pål Steigan)
- 1979—1981 — Хильде Хеугсйерд (Hilde Haugsgjerd)
- 1981—1983 — Финн Шуе (Finn Sjue)
- 1983—1987 — Ян Арне Ольсен (Jahn Arne Olsen)
- 1987—1995 — Аксель Нерстад (Aksel Nærstad)
- 1995—1997 — Йорн Магдаль (Jørn Magdahl)
- 1997—2003 — Аслак Сира Мюре (Aslak Sira Myhre)
- 2003—2007 — Торстейн Дале (Torstein Dahle)

## Представительство РВ в Стортинге
| Год  | % голосов | Мест в Стортинге |
| ---- | --------- | ---------------- |
| 1973 | 0,4 %     | 0                |
| 1977 | 0,6 %     | 0                |
| 1981 | 0,7 %     | 0                |
| 1985 | 0,6 %     | 0                |
| 1989 | —         | 0                |
| 1993 | 1,1 %     | 1 из 165         |
| 1997 | 1,7 %     | 0                |
| 2001 | 1,2 %     | 0                |
| 2005 | 1,2 %     | 0                |